# Colletotrichum guaraniticum
Colletotrichum guaraniticum är en svampart som först beskrevs av Speg., och fick sitt nu gällande namn av Speg. 1919. Colletotrichum guaraniticum ingår i släktet Colletotrichum och familjen Glomerellaceae.   Inga underarter finns listade i Catalogue of Life.